# Körgát
A körgát egy árvízi védmű, amely Magyarországon az alföldi települések egy részének sajátossága. Lényege az, hogy az árvízveszélyes területeken, vagy ahol közvetlenül folyó mellett fekszik a település, a város egy részét, vagy teljes területét körbeveszik körgáttal. Ez általában nem olyan magas, mint a folyó partmenti fővédvonali gátja, de azok a városok, amelyek közvetlenül a parton fekszenek (például: Szolnok és Szeged) ott a körgátat értelemszerűen a folyó gátjával azonos magasságúra építik. Anyaga általában föld, belül lehet agyag. Fontosabb és veszélyesebb helyszíneken árvízvédelmi fallal erősítik meg. Egészen az 1950-es évek intenzív településfejlesztési programjaiig nagyon jól jelezte a települések határát. Azóta már sokszor a körgáton kívülre is terjeszkedtek a városok, így ez a lehatárolás már elavulttá vált. A körgátakat sok helyen megbontották már az új utak, építmények, létesítmények miatt, azonban a legtöbb helyen még szinte teljes épségében vigyázza a településeket. Szeged városa a mai napig magán viseli a körgát építésének egykori jegyeit. Sok helyen az utak, vasutak vezetnek a körgát tetején. Jelentősége főképp abban áll, hogy ha átszakad a folyó fő gátja, akkor is meg lehet védeni a települést az elöntéstől. Hódmezővásárhely körgátja 1880-ra készült el, az 1876-os árvíz nyomán kezdték el építését. Hossza 25 km, melyből 3 km falazott.

## Körgáttal rendelkező települések
- Békés
- Békéscsaba
- Csongrád
- Doboz
- Győr
- Gyula
- Hódmezővásárhely
- Szarvas
- Szeged
- Szolnok